# Отрив (Жерс)
Отрив (фр. Auterive) насеље је и општина у јужној Француској у региону Миди Пирене, у департману Жерс која припада префектури Ош.
По подацима из 2011. године у општини је живело 553 становника, а густина насељености је износила 51,25 становника/km². Општина се простире на површини од 10,79 km². Налази се на средњој надморској висини од 150 метара (максималној 285 m, а минималној 141 m).

## Демографија
| 1962. | 1968. | 1975. | 1982. | 1990. | 1999. | 2011. |
| ----- | ----- | ----- | ----- | ----- | ----- | ----- |
| 270   | 316   | 416   | 469   | 490   | 508   | 553   |

График промене броја становника у току последњих година